# Nederlanders in het Ierse voetbal
Nederlanders in het Ierse voetbal geeft een overzicht van Nederlanders die een contract hebben (gehad) bij Ierse voetbalclubs uit de hoogste drie divisies.

## Voetballers
| Naam                 | Club               | Van  | Tot  | Opmerkingen           |
| -------------------- | ------------------ | ---- | ---- | --------------------- |
| Eddie Van Boxtel     | Home Farm FC       | ?    | 1990 | jeugd                 |
| Eddie Van Boxtel     | Dundalk FC         | 1991 | 1996 |                       |
| Eddie Van Boxtel     | Galway United      | 1996 | 1997 |                       |
| Eddie Van Boxtel     | Drogheda United FC | 1997 | 1998 |                       |
| Eddie Van Boxtel     | Monaghan United    | 1998 | 2000 |                       |
| Eddie Van Boxtel     | Bray Wanderers     | 2000 | 2002 |                       |
| Jason Powell         | Drogheda United    | ?    | ?    |                       |
| Jason Powell         | Shelbourne FC      | ?    | ?    |                       |
| Carel van der Velden | Shelbourne FC      | 1999 | 2000 | winnaar van de dubbel |
| Carel van der Velden | Sligo Rovers       | 2000 | ?    |                       |
| Regillio Nooitmeer   | Galway United      | 2007 | 2008 |                       |
| Elden de Getrouwe    | Dundalk FC         | 2004 | 2004 |                       |
| Raymond Roos         | Kilkenny City      | ?    | ?    |                       |
| Johnny Hoeks         | Sligo Rovers       | 1999 | ?    |                       |
| Peter Cobussen       | Sligo Rovers       | 1997 | 1998 |                       |
| Kwamé Cruden         | Derry City         | ?    | ?    |                       |

Voetbalbonden ·
Albanië ·
Angola ·
Armenië ·
Australië ·
Azerbeidzjan ·
Bahrein ·
België ·
Bhutan ·
Bulgarije ·
Canada ·
China ·
Congo-Kinshasa · 
Cyprus ·
Denemarken ·
Duitsland ·
Egypte ·
Engeland ·
Estland ·
Ethiopië ·
Faeröer ·
Filipijnen ·
Finland ·
Frankrijk ·
Georgië ·
Ghana ·
Griekenland ·
Hongarije ·
Hongkong ·
Ierland ·
IJsland ·
Indonesië ·
Iran ·
Israël ·
Italië ·
Japan ·
Kazachstan ·
Koeweit ·
Litouwen ·
 Luxemburg ·
Maleisië ·
Malta ·
Marokko ·
Mexico ·
Namibië ·
Nieuw-Zeeland ·
Noorwegen ·
Oekraïne ·
Oezbekistan ·
Oostenrijk ·
Polen ·
Portugal ·
Qatar ·
Roemenië ·
Rusland ·
Rwanda ·
Saoedi-Arabië ·
Schotland ·
Singapore ·
Slovenië ·
Slowakije ·
Spanje ·
Tanzania ·
Turkije ·
Tuvalu ·
VAE ·
Venezuela ·
Verenigde Staten ·
Vietnam ·
Zimbabwe ·
Zuid-Afrika ·
Zuid-Korea ·
Zweden ·
Zwitserland